# Delta (lớp tàu ngầm)

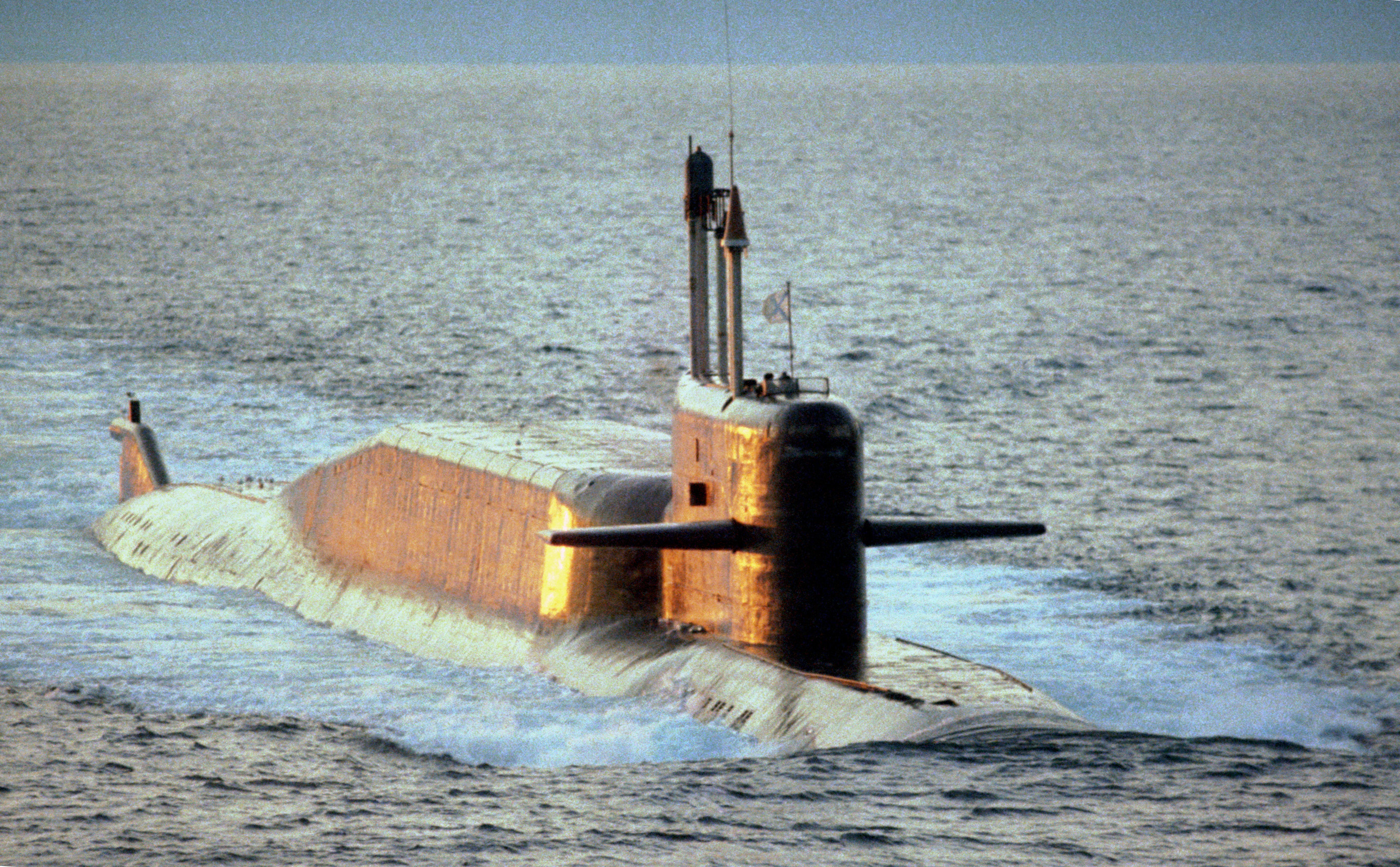
Tàu ngầm nguyên tử lớp Delta IV mang tên lửa đạn đạo chiến lược.

Các tàu ngầm lớp Delta là cách gọi của NATO cho một nhóm các tàu ngầm hạt nhân mang tên lửa đạn đạo được hình thành như là xương sống của các hạm đội tàu ngầm chiến lược của Liên Xô và Nga kể từ khi được giới thiệu vào năm 1973. Gồm các lớp Delta I, II, III và IV. Các tàu này mang các tên lửa đạn đạo hạt nhân nhóm R-29 Vysota, như R-29 (NATO đặt tên: SS-N-8 'Sawfly'), R-29D (NATO đặt tên: SS-N-8 'Sawfly'), R-29R (NATO đặt: SS-N-18 'Stingray') và R-29RM (NATO đặt tên: SS-N-23 'Skiff'). Lớp Delta I có thể mang 12 tên lửa, Delta II mở rộng có thể mang 16 tên lửa; Delta III và IV mang theo 16 tên lửa với nhiều đầu đạn và các thiết bị điện tử cải tiến và cải thiện tiếng ồn.

## Gallery

Delta I silhouette
Delta II silhouette
Delta III silhouette
Delta IV silhouette